# 煦园
煦园，位于中国江苏省南京市玄武区长江路292号南京中国近代史遗址博物馆（原中华民国总统府旧址）内，是一座江南古典园林。煦园最初是明成祖次子朱高煦的汉王府花园，清朝时为两江总督署花园，太平天国时为天王府西花园。清军攻破南京城时花园被毁，曾国藩同治九年重建。1921年1月，中华民国临时政府在南京成立，孙中山的临时大总统办公室和起居室就设在园内。1927年4月，中华民国国民政府在南京成立，园内设有办公处。煦园与瞻园并称为“金陵两大名园”，1982年作为太平天国天王府遗址的一部分成为全国重点文物保护单位。

## 概览

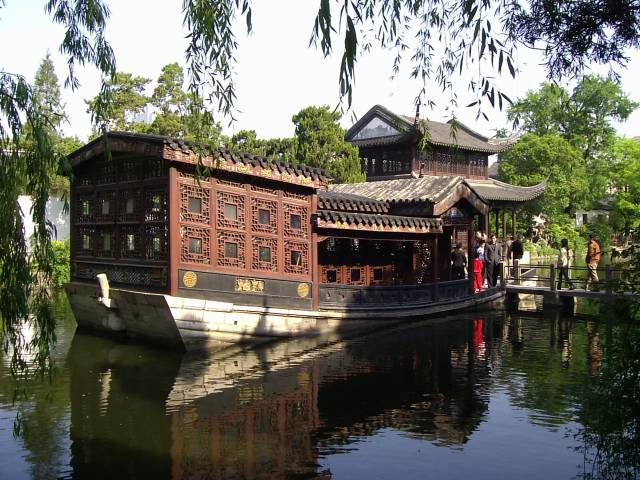
石舫“不系舟”，明代遗物

煦园占地27亩，其中水面约3.3亩。煦园以水景取胜，水体南北走向，平面如长型花瓶。园内有桐音馆，为听桐音而建。馆前后有南北假山，南假山上建有六角亭、方胜亭，称鸳鸯亭，过鸳鸯亭为瓶形池，水上有曲桥。正南建一石舫，舫上悬清乾隆帝南巡时所题匾额“不系舟”。